# Éva Jakab Tóth
Éva Jakab Tóth est une chimiste française d'origine hongroise, née en 1967 à Debrecen, spécialiste de la conception et de la caractérisation des complexes métalliques pour des applications en bioimagerie.

## Biographie
Après avoir obtenu un doctorat de l’Université Lajos Kossuth de Debrecen grâce à une thèse intitulée Equilibrium and Kinetic Properties of Lanthanide Complexes with Functionalized Macrocycles à l'Institut de chimie minérale et analytique en 1994, elle est post-doctorante et chercheuse à l’Université de Lausanne et à l’École polytechnique fédérale de Lausanne (EPFL) de 1995 à 2000, puis chargée de cours à l’EPFL de 2001 à 2005. En 2005, elle est recrutée au CNRS et  rejoint le Centre de biophysique moléculaire à Orléans qu'elle dirige depuis 2012.
Elle reçoit la médaille d’argent du CNRS 2018 pour ses travaux sur la conception, la synthèse et la caractérisation des complexes métalliques pour des applications en bioimagerie.  
Ses recherches concernent la chimie de coordination des métaux appliquée à l'imagerie médicale, au radiodiagnostic et à la radiothérapie. Elle développe des sondes innovantes (« smart probes ») pour lesquelles la présence d'un analyte induit une variation du signal IRM. Ses projets consistent à synthétiser des sondes pour la détection d'activités enzymatiques, de neurotransmetteurs et des cations d'intérêt biologique (zinc, cuivre).  
Les travaux récents de son équipe portent sur la conception et l’étude des agents de contraste IRM hautement efficaces et intelligents. Plus particulièrement, ils développent des sondes d’imagerie moléculaire pour la détection d’activités enzymatiques, de neurotransmetteurs, de cations biologiques ou encore des peptides amyloïdes.
Elle a édité le livre de référence The Chemistry of Contrast Agents in Medical Magnetic Resonance Imaging , publié par Wiley en 2001 et 2013, une référence dans le domaine de la chimie des agents de contraste. 
En 2018, elle était l'autrice de 157 publications scientifiques, 14 chapitres de livre, 3 brevets et avait présenté plus de 70 conférences invitées . 
Elle a été coordinatrice du réseau européen COST D38  dans la thématique de la chimie pour imagerie (“Metal-Based Systems for Molecular Imaging Applications”). Actuellement, elle dirige le groupement de recherche GDR « Agents d’imagerie moléculaire » qui rassemble une quarantaine d’équipes de recherche françaises.

## Récompenses et distinctions
- Médaille d'argent du CNRS (2018)[5],[6],[7].
- Membre de l'Académie hongroise des sciences (2019)[8].
- Grand prix Achille-Le-Bel (2020)
- Torsten Almén Medal Award de la World Molecular Imaging Society (2022)